# Mikel Dañobeitia Martín
Mikel Dañobeitia Martín (Barakaldo, 5 de març de 1986) és un futbolista basc, que ocupa la posició de davanter.

## Trajectòria esportiva
Format al Danok Bat i al planter de l'Athletic Club, va passar pels diferents equips de l'entitat (inclosa una cessió al Sestao) fins a debutar amb els San Mamés a primera divisió en la campanya 05/06, en la qual hi disputa 22 partits (14 com a suplent) i marca un gol. A l'any següent, però no hi progressa i tan sols juga 4 partits.
Sense continuïtat a l'Athletic, a l'estiu del 2007 fitxa per la UD Salamanca, de Segona Divisió, on és titular la temporada 08/09. Eixe any marxa a un altre club de la categoria d'argent, el Córdoba CF.